# Colphepeira
Colphepeira catawba es una especie de araña araneomorfa de la familia Araneidae. Es el único miembro del género monotípico Colphepeira. Es originaria de Estados Unidos y México.